# كروتون لاذع
كروتون لاذع (الاسم العلمي:Croton pungens) هو نوع من النباتات يتبع جنس الكروتون من الفصيلة الفربيونية.